# Бяла риба
Бялата риба (Sander lucioperca), наричана в някои райони на България също сулка и акбалък, е вид хищна сладководна риба. Разпространена е във водоемите в България.

## Общи сведения
Тялото и главата са силно удължени. Има голяма уста, здрави челюсти и остри зъби. Средна дължина на тялото 50-90 cm. Нараства бързо, достига 10-20 kg при средно тегло 3-5 kg. Отгоре е зеленикаво-кафява, страните са по-светли. При младите риби се наблюдават тъмни вертикални черти. Броят на люспите в страничната линия е 80-90.
Има две обособени гръбни перки, като предната има 1-2 твърди лъча и 13-17 меки лъча, а задната се състои от 19-24 меки лъча. По тях и по опашната перка минават ивици тъмни петна. Аналната перка има 2-3 твърди лъча и 11-12 меки лъча.

## Разпространение
Родината на бялата риба е Източна Европа и Западна Азия. Представена е успешно в Западна и Средна Европа, както и в някои части на САЩ. Обитава бавнотечащи реки, езера и язовири.

## Начин на живот и хранене
Активна е през нощта. Живее в дълбоките води, по песъчливите и каменистите дъна. Очите са големи и отразяват повече светлина на неосветени места, като отличното зрение е приспособление за нощния лов. Храни се с малки риби, ракообразни, ларви и нимфи на различни насекоми и др. В първите години от своя живот се движи на стада и напада стада от бабушки, костури и др. Когато наедрее, се отделя от стадото и ловува сама, като може да нападне себеподобни с маса до половин килограм. Прочиства водоемите от болни, наранени и неразвити риби. Избягва бедни на кислород води.

## Размножаване
Женската започва да изхвърля хайвера в края на февруари, като плодовитостта ѝ е до 500 000 яйца. Яйцата са бледожълти и се отлагат по растения, по пясъчното дъно или по камъни. Размножава се през април-май. Ларвите се излюпват няколко дни след това. Зародишното развитие продължава около 5-10 дни. Достига полова зрялост, когато навърши 3-4 години.

## Допълнителни сведения
Бялата риба е ценен промишлен вид. В някои страни (Узбекистан) уловът на бяла риба съставлява 20-25% от националния улов на риба.